# Jacques Pellen
Pour les articles homonymes, voir Pellen (homonymie).
Jacques Pellen, né le 9 avril 1957 à Brest et mort le 21 avril 2020 dans la même ville, est un guitariste et compositeur français.
Son œuvre prend racine à la fois dans la tradition musicale bretonne et dans le jazz. Il a collaboré avec des artistes de jazz comme Peter Gritz, Kenny Wheeler, Bruno Nevez, Henri Texier, Riccardo Del Fra ou encore le violoniste Didier Lockwood mais aussi de nombreux musiciens de musique bretonne ou celtique. Il a créé Celtic Procession et a participé à l'Héritage des Celtes avec Dan Ar Braz.

## Biographie
Né à Brest, Jacques Pellen a vécu à Portsall, un village côtier de la commune de Ploudalmézeau. Il commence l'étude de la guitare classique à l'âge de douze ans. Très vite, ses oreilles vibrent aux sonorités jazz et celtiques, avec le renouveau lancé par Alan Stivell accompagné du guitariste Dan Ar Braz : « Tout est parti du solo de Dan ar Braz sur le Pop Plinn d'Alan Stivell ». Au lycée Kerichen à Brest il baigne dans l'univers de Keith Jarrett, John McLaughlin ou Pat Metheny. Il y a aussi la musique classique, omniprésente dans sa famille mélomane et musicienne, avec la découverte de Bartók, Poulenc, Messian ou Debussy. Il quitte l'École normale de Quimper pour devenir musicien professionnel.
Il commence par jouer avec les groupes brestois Gwalarn (Véronique Autret au chant) et Bleizi Ruz en fest-noz. Il baguenaude entre formations jazz (Riccardo Del Fra, Peter Gritz, Kenny Wheeler, Bruno Nevez, Henri Texier) et musiques celtiques (Dan Ar Braz, Kristen Noguès, les frères Molard, Soïg Sibéril, Melaine Favennec...) : il devient « un véritable passeur entre les musiques traditionnelles de sa région et les traditions d’écriture et d’improvisation du jazz ». L'artiste a joué avec la plupart des artistes reconnus de la musique bretonne contemporaine. En 1986, il monte un trio avec Gildas Scouarnec et le batteur hongrois de jazz Peter Gritz, tombé amoureux de la Bretagne. À la fin des années 1980, il accompagne Dan Ar Braz, en quatuor avec Patrick Péron et Patrick Molard, ou en duo au début des années 1990.

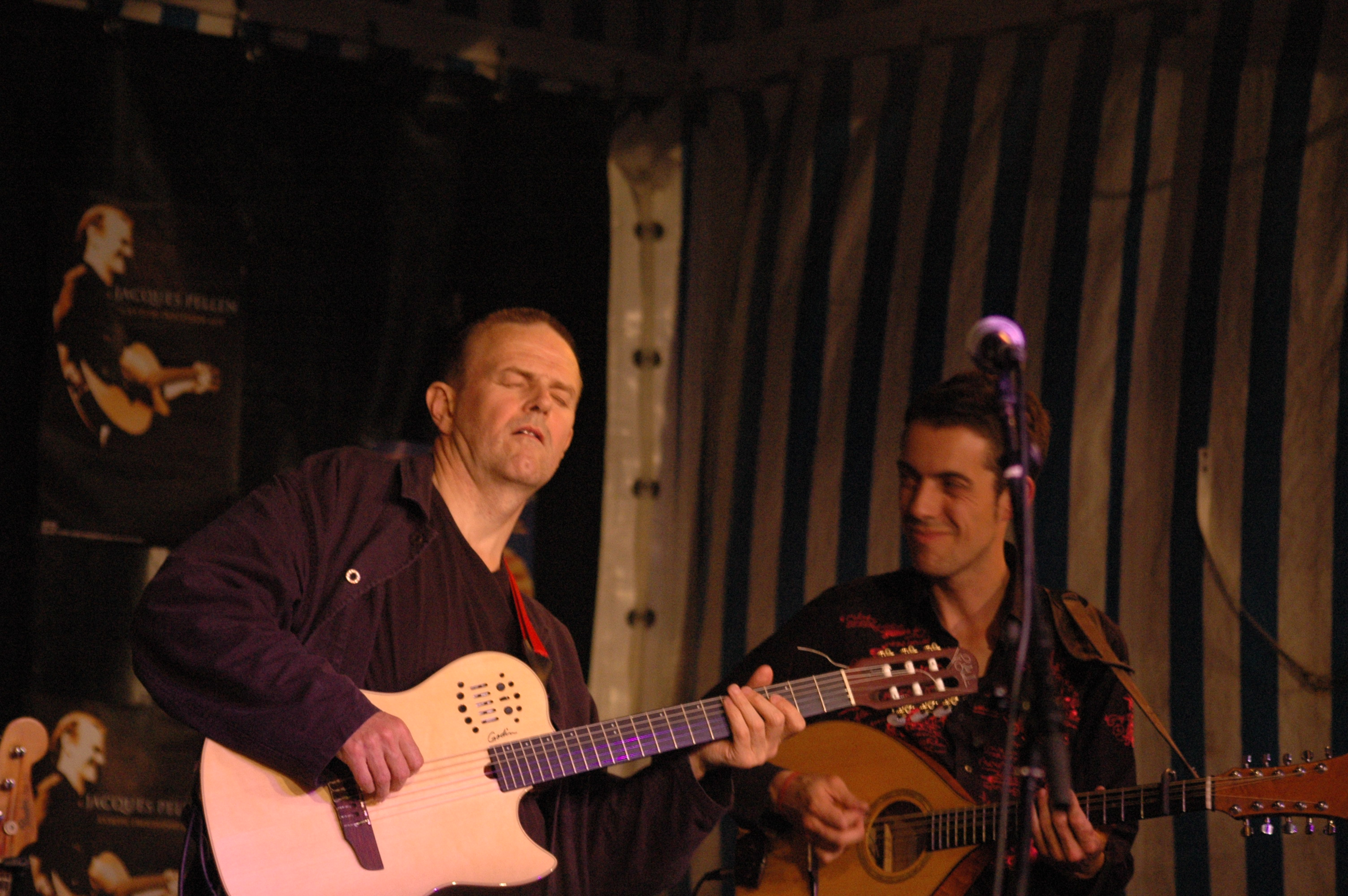
Jacques Pellen et sa Celtic Procession en 2007 (avec son neveu Ronan Pellen à droite).

« Celtic Procession » est une formation à géométrie variable qui naît en 1988. Jacques Pellen regroupe un collectif de musiciens d'horizons divers et passionnés d'improvisation : les frères Molard, les frères Boclé, les frères Guichen, Olivier Ker Ourio, Paolo Fresu, Kristen Noguès, des voix bretonnes (Annie Ebrel, Erik Marchand, Denez Prigent)... Cela amène à mêler du jazz aux thèmes et instrumentations d'inspiration celtique. En 1990, Pellen 4 est le premier disque de la Celtic Procession. La production de sa Celtic Procession a été un événement musical en 1993. Il participe avec Dan Ar Braz à l'Héritage des Celtes qui rencontre un large succès en France durant la fin des années 1990.
Il a formé un trio avec les frères Jacky et Patrick Molard (Triptyque), ainsi qu'avec le trompettiste sarde Paolo Fresu et Erik Marchand (album Condaghes) aux connotations jazz pour la recherche d'un swing breton, polyphonie à trois, et deux quatuors avec Jean-Pierre Riou dans Karroth Rapée et Electric Arsenal. Le trio avec Fresu et Marchand est rejoint sur scène à l'occasion par Henri Texier ou de Jean-Marie Machado. En 1996, il monte le groupe PSG avec les guitaristes Soïg Sibéril et Jean-Charles Guichen mais il quitte le groupe avant l'enregistrement d'un album. En 1998, pour le concert de Celtic Procession au festival Interceltique de Lorient, il invite le violoniste Didier Lockwood. En 1999, Celtic Procession clôt la 20e édition du festival rennais Les Tombées de la Nuit, qui a donné lieu à l'album live, sur lequel est notamment réunit Ar Re Yaouank et Dan Ar Braz.
En mars 2000, il réunit autour de lui 60 artistes pour le spectacle « La Scène bretonne à Ménilmontant » durant quinze jours à la Maroquinerie avec chaque soir des invités différents. À partir de 1999, il remplace Soïg Sibéril dans le groupe Gwerz lors de certains concerts. Dans les années 2000, il multiplie les jam sessions avec ses amis Didier Squiban, Jean-Luc Roumier et les autres jazzmen bretons. Il était le compagnon de la harpiste Kristen Noguès jusqu'à son décès en 2007.

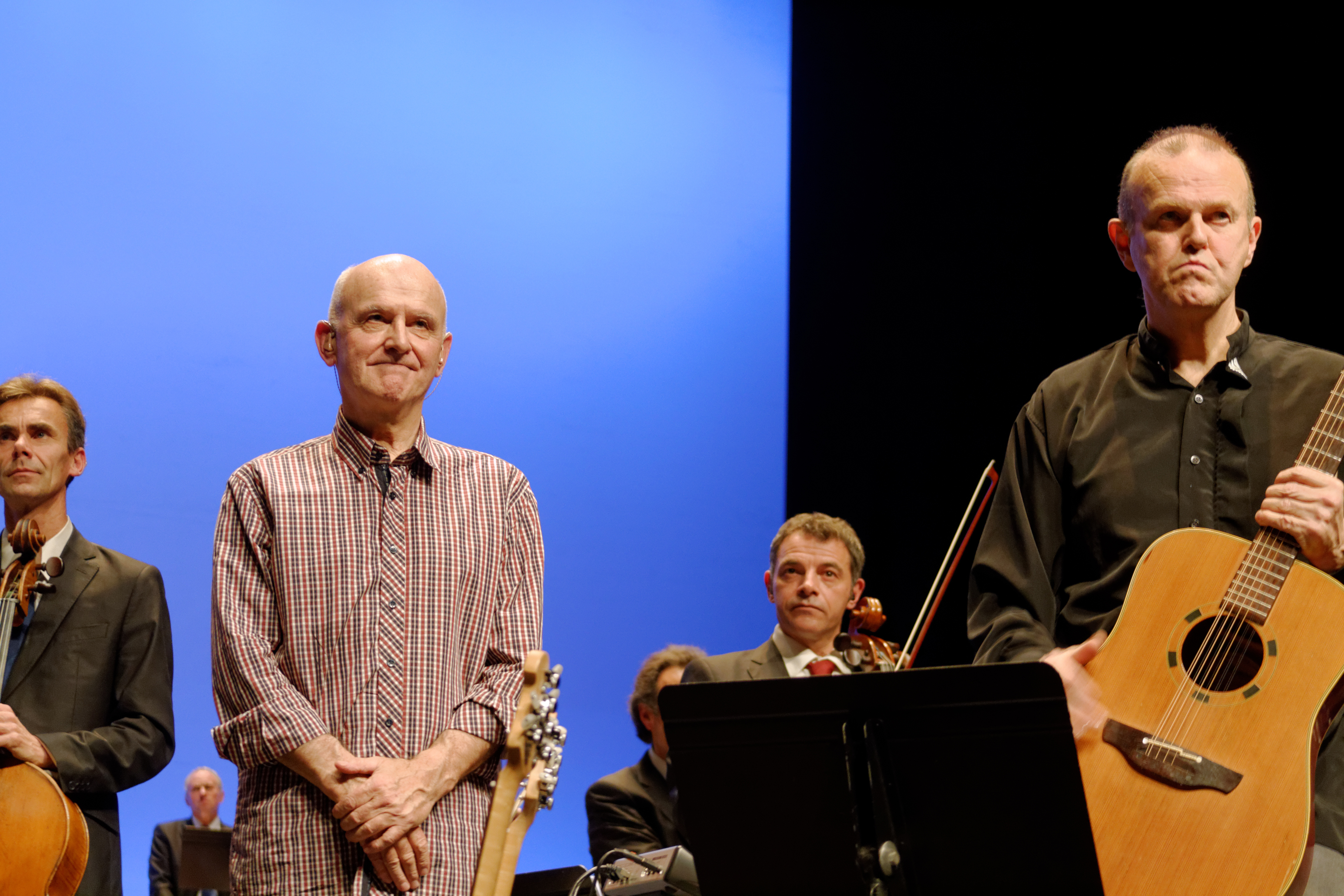
Dan Ar Braz, Jacques Pellen et l'Orchestre symphonique de Bretagne.

En janvier 2007, il sort son album Lament for the children chez Naïve, réalisé avec le contrebassiste Gildas Boclé et le batteur Marcello Pellitteri. L’œuvre forme un ensemble très homogène, comportant essentiellement des compositions originales de Jacques Pellen aux couleurs jazz et celtes. En janvier 2011, à nouveau en trio, il sort son album Offshore, avec ses complices Étienne Callac à la basse et Karim Ziad à la batterie, « splendide crossover entre musique celtique et rythmiques du Maghreb, fusion inspirée de tradition et de jazz-rock ». À partir de 2011, il travaille sur la création « Ar Rannoù / Les Séries » avec Annie Ebrel et le quartet jazz-rock One Shot, autour du répertoire inédit de Kristen Noguès. Il accompagne à nouveau Dan Ar Braz sur scène à partir de 2015 et l'album Cornouailles Soundtrack. Artiste-peintre, il débute par l'aquarelle avant de passer à la peinture à l'huile en 2011 et commence à exposer en 2014.
Il enregistre aussi avec son « allié de trente ans », le saxophoniste Eric Barret, le disque A Quiet Place en 2013 et participe aux créations Ganga Procession aux côtés de Ronan Pellen et Sylvain Barou, Morenn du piper Xavier Bodériou, avec une fois de plus Sylvain Barou. En 2017, le trio d'Offshore devient un quatuor avec l'arrivée de Sylvain Barou aux flûtes et programmation et enregistre un nouvel album, Shorewards. En 2017, à l’occasion des trente ans du festival Kann Ar Loar à Landerneau, Jacques Pellen rejoint Dan Ar Braz pour sa création en trio de cordes « Guitares » avec David Er Porh, qui tourne jusqu'en 2020. En 2017 et 2018, il assure la direction artistique du projet Diriaou, mené par le collectif ARP comprenant 5 harpistes qui reprennent le répertoire de la compositrice Kristen Noguès.
En 2018, paraît son dernier album A-hed an Aber (« Sur les rives de l'estuaire »), dans lequel le guitariste porte un regard sur son parcours musical, pour la première fois en solitaire. En avril 2020, Jacques Pellen est diagnostiqué positif au SARS-CoV-2 et hospitalisé pendant trois semaines à Brest. Il meurt le 21 avril 2020 à l'âge de 63 ans des suites de la maladie à coronavirus,,. La Bretagne et la scène musicale lui rendent hommage,. Le pianiste Didier Squiban lui dédie deux morceaux sur son album Idill en 2020 (Songs for Jacques).

## Discographie

### Albums personnels
- 1990 : Pellen 4 (Caravan) avec Riccardo Del Fra, Peter Gritz, Kenny Wheeler (Caravan, Coop Breizh)
- 1993 : Celtic Procession (Silex, Auvidis)
- 1993 : Triptyque avec Jacky Molard et Patrick Molard (Gwerz Pladenn, Coop Breizh)
- 1996 : Sorserez (Gwerz Pladenn, Coop Breizh)
- 1998 : Condaghes avec Erik Marchand et Paolo Fresu (Silex, Auvidis)
- 1999 : A Celtic Procession Live / Les Tombées de la nuit (Naïve Records)
- 2003 : Ephemera (Naïve Records)
- 2007 : Lament for the Children (Naïve Records)
- 2011 : Offshore avec Karim Ziad et Étienne Callac (Boutou Prod, Coop Breizh)
- 2013 : Quiet Place avec Eric Barret (L'Autre Distribution)
- 2014 : Morenn avec Xavier Boderiou et Sylvain Barou (Vocation Records)
- 2017 : Shorewards avec le quatuor Offshore (Paker prod, Coop Breizh)
- 2018 : A-hed an aber en solo (Paker prod, Coop Breizh)
- 2021 : Standing on the Shore à titre posthume avec le groupe Offshore (Paker prod, Coop Breizh)

### Participations
- 1976 : Gwalarn – Gwalarn (Velia)

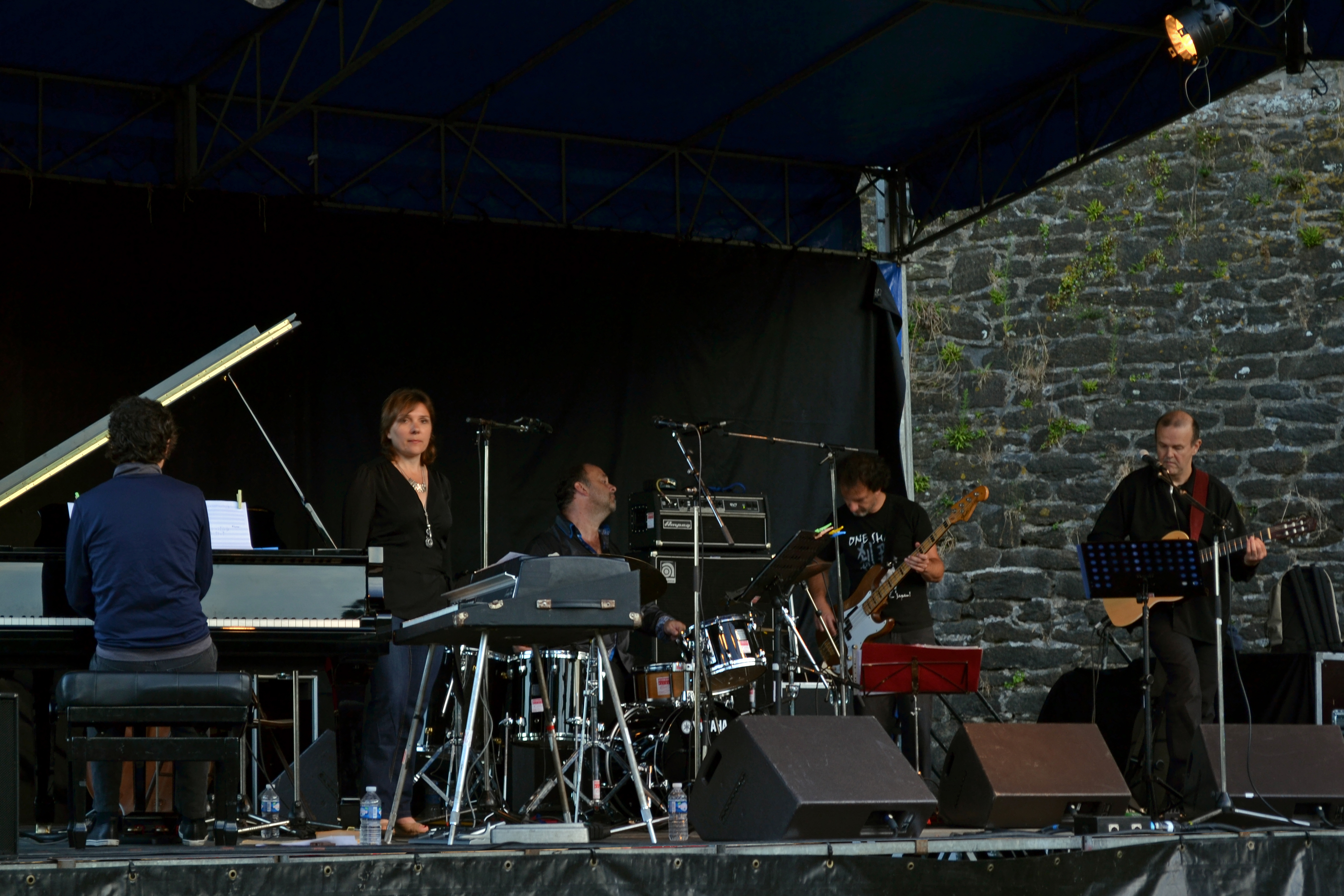
Jacques Pellen avec Annie Ebrel et One Shot lors des Jeudis du port à Brest en 2013.

- 1978 : Melaine Favennec – Chansons simples et chants de longue haleine (Nevenoe)
- 1982 : Gérard Delahaye - Week End And Co (Éditions Pluriel)
- 1990 : Didier Squiban - Tendances (Caravan)
- 1990 : ZAP Musique Piétonne - Prise de becs
- 1991 : Manu Lann-Huel - Rue de la rade (Keltia)
- 1992 : Sirius (avec Toots Thielemans) – L'Or de l'Île Carn (Keltia Musique)
- 1992 : Bruno Nevez
- 1993 : Les Occidentaux
- 1993 : Soïg Sibéril - Digor (Coop Breizh)
- 1994 : Alain Genty - La couleur du milieu (Keltia)
- 1994 :  Jean-Luc Roudaut - Kalimba
- 1994 :  Peter Gritz - Thank You To Be (Charlotte Records)
- 1994 : Dan Ar Braz et l'Héritage des Celtes (Sony Music)
- 1995 : L'Héritage des Celtes : En Concert (Sony Music)
- 1995 : War An Hent (Slow Air avec Riccardo Del Fra)
- 1995 : Compilation L'Empreinte des Celtes / The Mark Of The Celts
- 1996 : Soïg Sibéril - Entre ardoise et granit (Coop Breizh)
- 1996 : Gilles Servat - Sur les quais de Dublin (Sony Music)
- 1997 : Jean-Marie Machado - Les chants de la mémoire (Hopi)
- 1997 : Hector Zazou - Lights In The Dark (Warner Music)
- 1997 : L'Héritage des Celtes : Finisterres (Sony Music)
- 1998 : L'Héritage des Celtes : Zénith (Sony Music)
- 1998 : Fred Guichen - La Lune Noire
- 1998 : Jean-Charles Guichen (Ciré Jaune)
- 1998 : Jean-Luc Roudaut / Ffran May - Stered aour (Night and Day)
- 1998 : Kerden : Cordes de Bretagne (avec le trio PSG)
- 1999 : Hector Zazou - Lights In The Dark (Warner Music)
- 1999 : Jean-Michel Veillon - Er Pasker (Coop Breizh)
- 1999 : Bretagnes à Bercy (Sony Music)
- 1999 : Soïg Sibéril – Entre ardoise et granit (Gwerz Pladenn) guitare 12 cordes et production artistique
- 1999 : Kristen Noguès – An Evor (Coop Breizh)
- 2000 : Celtic Tales (avec les frères Boclé) - Pas An Dour (Naïve Records)
- 2000 : Gwalarn – A-raok mont pelloc'h (Keltia Musique)
- 2001 : Patrick Molard - Deliou (Naïve Records)
- 2001 : Olivier Ker Ourio - Ride With the Wind (Naïve Records)
- 2002 : Les frères Molard - Bal Tribal en public (Ton All Produksion)
- 2002 : Carlos Núñez - Todos Os Mundos (Ariola, BMG)
- 2002 : Dan Ar Braz - Made in Breizh
- 2008 : Kristen Noguès - Logodennig (Innacor)
- 2010 : Keltic Tales (avec les frères Boclé) - Crossfields
- 2012 : Annie Ebrel et Lors Jouin - Tosh ha Pell (Coop Breizh)
- 2012 : Paolo Fresu – Cinquant'Anni Suonati
- 2013 : Fred Guichen - Le Voyage Astral (Paker Prod)
- 2013 : Loig Troël sextet - Came From
- 2015 : Dan Ar Braz - Cornouailles Soundtrack (Coop Breizh)
- 2017 : Breizh eo ma bro ! (Sony Music) guitare
- 2018 : Fred Guichen - Dor an Enez (Paker Prod) guitare
- 2018 : Le Gall-Carré/Moal - Touellwel (Paker Prod) guitare

### Documentaire
- Jacques Pellen, le grand avec une guitare, de Marie Hélia, 1998, Morgane production, diffusé sur Mezzo, 26 min.